# Municipio de Sundal
El municipio de Sundal (en inglés: Sundal Township) es un municipio ubicado en el condado de Norman en el estado estadounidense de Minnesota. En el año 2010 tenía una población de 157 habitantes y una densidad poblacional de 1,7 personas por km².

## Geografía
El municipio de Sundal se encuentra ubicado en las coordenadas 47°26′57″N 96°14′59″O / 47.44917, -96.24972. Según la Oficina del Censo de los Estados Unidos, el municipio tiene una superficie total de 92.41 km², de la cual 92,16 km² corresponden a tierra firme y (0,27 %) 0,25 km² es agua.

## Demografía
Según el censo de 2010, había 157 personas residiendo en el municipio de Sundal. La densidad de población era de 1,7 hab./km². De los 157 habitantes, el municipio de Sundal estaba compuesto por el 90,45 % blancos, el 0,64 % eran amerindios, el 0,64 % eran asiáticos y el 8,28 % eran de una mezcla de razas. Del total de la población el 1,27 % eran hispanos o latinos de cualquier raza.